# Juris Podnieks
Juris Podnieks (Riga, 5 de desembre de 1950 – districte de Kuldīga, 23 de juny de 1992) va ser un director de cinema i productor soviètic/letó.
Es va graduar a l'Institut Gueràssimov de Cinematografia (VGIK), l'escola de cinema soviètica del 1975, després de la qual va començar a treballar al Rīgas Kinostudija. Es va convertir en director el 1979.
La primera pel·lícula de Podnieks Supulis va guanyar un premi al festival Dok Leipzig. El 1981, la seva pel·lícula Brali Kokari va guanyar el primer premi al Festival de la Joventut de Kiev. El mateix any, la seva pel·lícula Strelnieku zvaigznajs sobre els fusellers voluntaris letons de la Primera Guerra Mundial, va guanyar premis al 17è Festival Estatal de Leningrad i el premi Komsomol de Letònia. Aquesta pel·lícula va donar a Podnieks un ampli reconeixement dins de la Unió Soviètica.
Podnieks va guanyar el reconeixement internacional amb la seva pel·lícula Vai viegli būt jaunam?. La pel·lícula amb diàlegs tant en letó com en rus va ser una exploració de la joventut soviètica, en la qual Podnieks va parlar amb joves condemnats després per accions criminals. La pel·lícula va batre rècords de taquilla a la Unió Soviètica, cosa que rarament passava amb els documentals.
Quan la Unió Soviètica es va enfonsar, Podnieks va cooperar amb la televisió britànica per donar una visió de primera mà dels esdeveniments a la Unió Soviètica. Durant tres anys, Podnieks va filmar un documental de cinc parts titulat Soviets o Hola, ens escoltes? (Mēs? en letó). Mostrava disturbis civils a l'Uzbekistan, supervivents del terratrèmol de Spitak de 1988 a Armènia, treballadors en vaga a Iaroslavl i antics residents que tornaven a Txernòbil, etc. La primera pel·lícula de la sèrie, Red Hot, va rebre el Premi Itàlia i el Premi Peabody.
Més tard, Podnieks va filmar pel·lícules que es van centrar en l'ascens del reviscolament nacional a Letònia, Lituània i Estònia. La seva Krustceks (Pàtria) era un relat dels festivals folklòrics de la Revolució Cantant en aquests països quan les cançons nacionals que havien estat prohibides pel règim soviètic durant 50 anys, eren cantades per cors multitudinaris. Durant la filmació d'un seguiment al gener de 1991, Podnieks i la seva tripulació van ser sota el foc dels franctiradors durant l'intent de cop d'estat de les forces soviètiques a Riga. Podnieks va ser colpejat, el seu càmera i amic de molt temps Andris Slapiņš va ser assassinat i Gvido Zvaigzne, un altre col·laborador i amic de Podnieks, va morir a causa de les ferides. Això va ser capturat en vídeo i mostrat com a complement a Krustacels i més tard com a introducció per a la versió revisada d'aquesta pel·lícula.
Quatre de les seves pel·lícules van rebre el premi Lielais Kristaps com a millor documental de l'any.
Juris Podnieks es va ofegar el 23 de juny de 1992 mentre feia submarinisme al llac Zvirgzdu a prop d'Alsunga a Curlàndia.